# Graphium megarus
Graphium megarus är en fjärilsart som först beskrevs av John Obadiah Westwood 1841.  Graphium megarus ingår i släktet Graphium och familjen riddarfjärilar. Inga underarter finns listade i Catalogue of Life.

## Bildgalleri

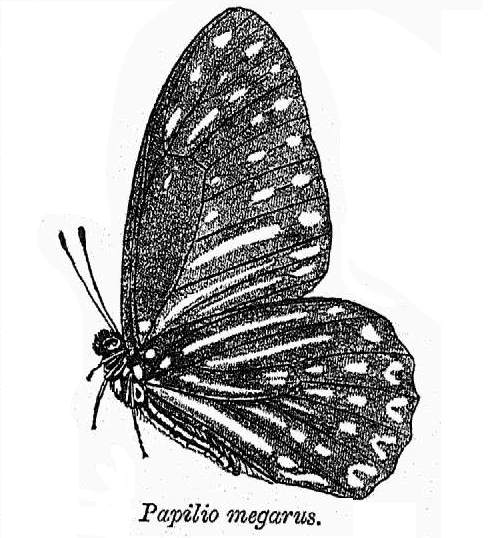